# 吉川洋次
吉川 洋次（よしかわ ひろつぐ、1998年6月9日 - ）は、栃木県那須塩原市出身の陸上競技選手。専門は長距離走。栃木県立那須拓陽高等学校、東洋大学ライフデザイン学部卒業。ヤクルト陸上競技部所属。

## 来歴・人物
- 東洋大学では1年時から10000mで28分台を記録するなど、同期で日本インカレ日本人トップの西山和弥とともに有力ルーキーとして頭角を現す。
- 第29回出雲駅伝で学生駅伝デビュー。4区区間4位と好走したが、ほぼ同時にタスキを受けた鬼塚翔太（東海大学）・小野田勇次（青山学院大学）には食らいつくことができず、優勝争いから脱落する結果となった。
- 第49回全日本大学駅伝では最長区間のアンカー8区を任された。𠮷川はロードで大きな存在感を放つ選手となり、最長区間を制する男としてニャイロ（山梨学院大）、鈴木健吾（神奈川大学＝富士通）などの強力選手とも互角の勝負をし、安定した走りを見せ区間4位と服部勇馬が持つ1年生の8区日本人最速タイムを塗り替える走りを見せた[1]。
- 第94回箱根駅伝では4区を担当。3区の山本修二からトップで襷を受けると後続との差を着々と広げ、従来の区間記録を1分以上も上回るペースで走り続け、ルーキーとは思えない落ち着いた走りで快走し、後ろで追う梶谷瑠哉との差を1分以上も離して、4区首位維持で同期の田中龍誠に襷をつないだ。𠮷川の活躍もあり東洋大学は4年ぶり6回目の往路優勝、10年連続ベスト3を果たした。区間新記録（区間2位）を樹立[2]。チームの往路優勝に貢献した。
- 第30回出雲駅伝（2年時）では最長区間のアンカーを務める。2位でタスキを受けると27秒前を行く青山学院大学を懸命に追い、区間賞を獲得する走りでゴール地点では12秒差まで迫った。
- 第50回全日本大学駅伝は7区にエントリーされたが、故障により当日山本修二に変更される。
- 第95回箱根駅伝では3区を担当する。2区の山本修二から２位で襷を受けると、スタートして間もなく首位を奪い返す走りを見せる。森田歩希（青山学院大学＝GMOアスリーツ）や阿部弘輝（明治大学＝住友電工）ら各校のエースが配置された区間であったが、故障明けにもかかわらず区間4位と快走し、順位を保ちながら相澤晃に襷を託した。更に前回大会と同じメンバーで記録した往路新記録をさらに更新することに貢献した。東洋大学は2年連続の往路優勝と11年連続ベスト3を果たした。[3]。
- 第96回箱根駅伝では前回大会と同じ3区を担当する。出雲駅伝と全日本大学駅伝では、怪我により出走は叶わなかった。怪我の影響から万全な練習を積む事が出来ず、2区の相澤晃から7位で襷を受けるもチーム順位を3つ下げてしまう結果となった。「今大会は、怪我によって練習での準備不足が原因で心の不安が拭い切れなかった事が最大の反省点。来年はこの悔しさと経験を必ず活かす」とコメントした。東洋大学は3年連続の往路優勝は叶わず、また12年連続ベスト3を達成できずに涙をのんだ。[4]。
- 第97回箱根駅伝では、1年時に出走した4区を担当する。故障明けにより全日本大学駅伝を回避し、本大会に向け準備してのエントリーとなった。3区の前田義弘から5位でタスキを受け、序盤は経験者らしく落ち着いた走りで入り、終盤に備えた攻撃的な攻めの走りから𠮷川のレースプランがうかがえた。前を走る東京国際大・早稲田大に７秒差まで詰め寄り、5区の宮下隼人に良い位置で襷を託し、区間6位の好走を見せチームの往路2位に貢献した。[5]。

- 東洋大学での𠮷川洋次の活躍は、1年生から目を見張るものがあり、特に大学駅伝では歴代最高タイムを数々記録する快走を演じ、チームに欠かせない存在となった。1年生では全日本大学駅伝の最長区間8区で1年生日本人歴代最高タイムの59分08秒を記録。同じく箱根駅伝の4区では、1年生歴代最高タイムとなる1時間02分22秒の区間新記録を記録。2年生での箱根駅伝の3区では、2年生歴代最高タイム１時間02分33秒を記録し、次々と記録を塗り替える見事な走りをみせた。
- 大学卒業後はヤクルト陸上競技部に所属する。

## 戦績・記録
| 大会 | 種目                                   | （距離）       | 区間 | 順位         | 記 録         | 総合            |
| ---- | -------------------------------------- | -------------- | ---- | ------------ | ------------- | --------------- |
| 2014 | 第67回 栃木県高等学校駅伝競走大会      | 5km            | 6区  | 区間タイ記録 | 14分48秒      | 那須拓陽高 優勝 |
| 2014 | 第65回 全国高等学校駅伝競走大会        | 5km            | 6区  | 8位          | 14分59秒      | 那須拓陽高9位   |
| 2014 | 第69回 国民体育大会陸上競技栃木予選    | 3000m          |      | 2位          | 8分50秒60     | 準優勝          |
| 2014 | 第67回 関東高等学校駅伝競走大会        | 8.1075km       | 3区  | 9位          | 24分52秒      | 那須拓陽高8位   |
| 2015 | 第61回 栃木県陸上競技春季大会          | 5000m          |      | 1位          | 14分32秒90    | 優勝            |
| 2015 | 第70回 国民体育大会陸上競技栃木予選    | 5000m          |      | 1位          | 14分35秒44    | 優勝            |
| 2015 | 第68回 栃木県高等学校駅伝競走大会      | 8.0785km       | 4区  | 区間賞       | 24分19秒      | 那須拓陽高 優勝 |
| 2015 | 第66回 全国高等学校駅伝競走大会        | 8.1075km       | 3区  | 11位         | 24分19秒      | 那須拓陽高22位  |
| 2015 | 第86回 栃木県陸上競技選手権大会        | 5000m          |      | 3位          | 14分49秒32    |                 |
| 2015 | 第86回 栃木県陸上競技選手権大会        | 1500m          |      | 5位          | 4分00秒76     |                 |
| 2015 | 第68回 関東高等学校駅伝競走大会        | 10km           | １区 | 7位          | 30分27秒      | 那須拓陽高7位   |
| 2015 | 第68回 関東高等学校陸上競技大会        | 5000m          |      | 7位          | 14分38秒54    |                 |
| 2015 | 第56回 栃木県郡市町対抗駅伝競走大会    | 8.130km        | ８区 | 2位          | 24分43秒      | 那須塩原Ａ優勝  |
| 2016 | 第57回 栃木県高等学校総合体育大会      | 5000m          |      | 1位          | 14分25秒25    | 大会新記録      |
| 2016 | 第87回 栃木県陸上競技選手権大会        | 5000m          |      | 1位          | 14分52秒56    | 優勝            |
| 2016 | 第87回 栃木県陸上競技選手権大会        | 10000m         |      | 1位          | 31分23秒37    | 優勝            |
| 2016 | 第71回 国民体育大会陸上競技栃木予選    | 5000m          |      | 1位          | 14分42秒60    | 優勝            |
| 2016 | 第2回 順天堂長距離競技会               | 5000m          |      | 1位          | 14分15秒73    | 優勝            |
| 2016 | 第69回 全国高等学校総合体育大会        | 5000m          |      | ――――         | （DQ＊T3）    |                 |
| 2016 | 第69回 関東高等学校陸上競技大会        | 5000m          |      | 4位          | 14分42秒56    |                 |
| 2016 | 第21回 全国都道府県対抗駅伝競走大会    | 8.5km          | 5区  | 21位         | 25分36秒      | 栃木県17位      |
| 2016 | 第57回 栃木県郡市町対抗駅伝競走大会    | 8.130km        | 8区  | 1位          | 24分54秒      | 那須塩原Ａ2位   |
| 2017 | 第22回 全国都道府県対抗駅伝競走大会    | 8.5km          | 5区  | 18位         | 25分18秒      | 栃木県16位      |
| 2017 | 第58回 栃木県郡市町対抗駅伝競走大会    | 8.130km        | 8区  | 2位          | 24分41秒      | 那須塩原Ａ優勝  |
| 2017 | 第14回 チャレンジミートゥinくまがや    | 5000m          |      | １着         | 14分23秒87    |                 |
| 2017 | 第257回 日本体育大学長距離競技会       | 10000m         |      |              | 30分49秒03    |                 |
| 2017 | 第22回 法政大学陸上競技会              | 10000m         |      | 6着          | 30分07秒52    |                 |
| 2017 | 第２９回 十日町長距離カーニバル        | 10000m         |      | 2位          | 28分53秒51    | 自己ベスト更新  |
| 2017 | 第４９回 男鹿駅伝競走大会              | 13.195km       | ３区 | 3位          | 39分03秒      | 東洋大Ａ優勝    |
| 2017 | 日本学生陸上競技選手権大会             | 5000m          |      | 14位         | 14分27秒56    |                 |
| 2018 | 第72回 香川丸亀国際ハーフマラソン      | ハーフマラソン |      | 39位         | 1時間03分48秒 | 自己ベスト      |
| 2018 | 第97回 関東学生陸上競技対抗選手権大会  | ハーフマラソン |      | 12位         | 1時間05分53秒 |                 |
| 2018 | 関東学生網走夏季記録挑戦競技会         | 10000m         |      | 2位          | 29分04秒07    |                 |
| 2019 | 第72回 平成国際大学長距離競技会        | 3000m          |      | 2着          | 8分28秒53     |                 |
| 2019 | 関東学生網走夏季記録挑戦競技会         | 10000m         |      | 4位          | 29分09秒64    |                 |
| 2022 | 第50回 全日本実業団ハーフマラソン      | ハーフマラソン |      | 61位         | 1時間02分04秒 | 自己ベスト更新  |
| 2022 | 第32回 かすみがうらマラソン            | １０マイル     |      | 5位          | 48分30秒      |                 |
| 2022 | 仙台国際ハーフマラソン大会             | ハーフマラソン |      | 15位         | 1時間03分42秒 |                 |
| 2022 | 第296回 日本体育大学長距離競技会       | 10000m         |      |              | 28分52秒01    | 自己ベスト更新  |
| 2023 | 第308回 日本体育大学長距離競技会       | 10000m         |      |              | 28分57秒09    |                 |
| 2023 | 第64回 東日本実業団対抗駅伝競走大会    | 9.5km          | 4区  | 4位          | 27分37秒      | 総合5位         |
| 2023 | 八王子ロングディスタンス               | 10000m         |      | 20着         | 28分33秒37    | 自己ベスト更新  |
| 2024 | 第313回 日本体育大学長距離競技会       | 10000m         |      |              | 28分50秒00    |                 |
| 2024 | 第314回 日本体育大学長距離競技会       | 10000m         |      |              | 28分55秒68    |                 |
| 2024 | ホクレンディスタンスチャレンジ網走大会 | 10000m         |      |              | 28分56秒71    |                 |
| 2024 | 第65回 東日本実業団対抗駅伝競走大会    | 9.5km          | 4区  | 4位          | 28分46秒      | 総合2位         |
| 2025 | 第69回 全日本実業団対抗駅伝競走大会    | 15.9km         | 5区  | 11位         | 48分23秒      | 総合13位        |
| 2025 | 第66回 栃木県郡市町対抗駅伝競走大会    | 10.1km         | 1区  | 1位          | 29分03秒      | 那須塩原Ａ優勝  |
| 2025 | 第53回 全日本実業団ハーフマラソン      | ハーフマラソン |      | 9位          | 1時間00分45秒 | 自己ベスト更新  |
| 2025 | Cherry Blossom Race(in Washington.DC)  | １０マイル     |      | 18位         | 47分34秒      |                 |

### 大学三大駅伝 戦績
| 学年               | 出雲駅伝                    | 全日本大学駅伝              | 箱根駅伝                                    |
| ------------------ | --------------------------- | --------------------------- | ------------------------------------------- |
| 1年生 （2017年度） | 第29回 4区―区間4位 18分44秒 | 第49回 8区―区間4位 59分08秒 | 第94回 4区―区間2位 1時間02分22秒 区間新記録 |
| 2年生 （2018年度） | 第30回 6区―区間賞 29分53秒  | 第50回 ―――― 出走なし        | 第95回 3区―区間4位 1時間02分33秒            |
| 3年生 （2019年度） | 第31回 ―――― 出走なし        | 第51回 ―――― 出走なし        | 第96回 3区―区間13位 1時間03分33秒           |
| 4年生 （2020年度） | 第32回 （開催中止）         | 第52回 ―――― 出走なし        | 第97回 4区―区間6位 1時間03分39秒            |

### 自己ベスト
| 種目           | 記録          | 年月日         | 大会                             |
| -------------- | ------------- | -------------- | -------------------------------- |
| 5000m          | 14分15秒73    | 2016年11月19日 | 第2回順天堂長距離競技会          |
| 10000m         | 28分33秒37    | 2023年11月25日 | 八王子ロングディスタンス         |
| ハーフマラソン | 1時間00分45秒 | 2025年2月9日   | 第53回全日本実業団ハーフマラソン |

### 主な受賞
| 受賞                                    | 年月日        |
| --------------------------------------- | ------------- |
| 那須陸上競技協会 栗原崇志章 受賞        | 2017年2月4日  |
| 栃木県高校スポーツ優秀選手賞 受賞       | 2017年2月16日 |
| 那須拓陽高校スポーツ文化特別功労賞 受賞 | 2017年2月27日 |
| ヤクルト陸上競技部努力賞 受賞           | 2024年5月21日 |
| 栃木陸上競技協会 優秀選手賞 受賞（郡市  | 2025年1月26日 |
| ヤクルト陸上競技部優秀賞 受賞           | 2025年6月4日  |